# 키드 이카루스
키드 이카루스는 닌텐도가 발매한 일련의 판타지 비디오 게임 시리즈이다. 그리스 신화에 기반한 가상의 판타지 세계 '엔젤 랜드'를 무대로 신의 사자 피트와 여신 파르테나의 모험기를 그렸다. 일본판 제목은 《빛신화 파르테나의 거울》이다.
첫 번째 게임 《키드 이카루스》는 플랫폼 게임으로 제작돼 1986년 패밀리 컴퓨터로 발매됐다. 후속작 《키드 이카루스: 신화와 괴물》은 1991년 게임보이로 발매됐다. 2012년에 발매된 세 번째 게임 《키드 이카루스: 업라이징》은 레일 슈팅 게임으로 닌텐도 3DS 플랫폼으로 발매됐다.

## 기타
2008년, 주인공 피트가 《대난투 스매시브라더스 X》에 플레이어 캐릭터로서 등장했다. 파르테나와 다크 피트는 《슈퍼 스매시브라더스 for 닌텐도 3DS/Wii U》에 추가등장했다.

## 참조

### 주해
1. ↑  영어: Kid Icarus
2. ↑  일본어: 光神話 パルテナの鏡